# Tahirydzi
Tahirydzi – dynastia panująca w Persji w latach 821–873.

## Historia
Założycielem dynastii był w 821 r. Tahir Ibn al-Husajn, jeden z dowódców armii Kalifatu Abbasydów. Za służbę w wojsku otrzymał zarząd we wschodniej prowincji Persji – Chorasanie. Jego następcy kontrolowali terytoria do granicy z Indiami. Panowanie Tahirydów zostało zakończone w 873 r. przez dynastię Saffarydów, którzy przejęli władzę w Iranie. Mimo iż państwo było w teorii przynależne Kalifowi Abbasydzkiemu, w praktyce cieszyło się niezależnością.
Pierwszą stolicą państwa był Merw, później Niszapur.